# Henry Mayo
Henry Thomas Mayo (Burlington, 8 dicembre 1856 – Portsmouth, 23 febbraio 1937) è stato un ammiraglio statunitense.

## Biografia
Dopo aver conseguito il diploma all'Accademia navale di Annapolis, nel 1876, Mayo acquisì esperienza in diversi ambiti della United States Navy, compresa la US Coast e Geodetic Survey. Durante la guerra ispano-americana servì a bordo della cannoniera Bennington, che operava lungo la West Coast.
Nel 1913 fu promosso al grado di retroammiraglio. Nel 1914, lo squadrone sotto il suo comando fu coinvolto nel caso Tampico e le sue successive richieste di difendere l'onore nazionale non fecero che peggiorare le già difficili relazioni tra Stati Uniti e Messico.
Nel giugno 1915 divenne viceammiraglio e fu nominato Comandante in Capo della Flotta Atlantica.
Ricevette il grado di ammiraglio il 19 giugno 1916.
Per l'organizzazione ed il supporto offerto alla US Naval Force, sie nelle acque americane che in quelle europee, durante la prima guerra mondiale, fu insignito della Navy Distinguished Service Medal, all'epoca ancora la più alta onorificenza che poteva essere assegnata dal dipartimento della Marina degli Stati Uniti.
Nel primo dopoguerra mostrò estrema lungimiranza nel sollecitare lo sviluppo di un'Aviazione di marina.
Mayo andò in pensione il 28 febbraio 1921. Per i quattro successivi servì come governatore della Philadelphia Naval Asylum, ospedale e casa di riposo per veterani della Marina.
Nonostante il ritiro, mantenne comunque l'incarico di ammiraglio fino al 1930, grazie a un atto del Congresso.
Morì a Portsmouth, nel New Hampshire, all'età di 80 anni, il 23 febbraio 1937.

## Navi che portano il suo nome
- USS Mayo (DD-422)